# Nisos Antimilos - Thalassia Paraktia Zoni
Nisos Antimilos - Thalassia Paraktia Zoni este o arie protejată (arie specială de conservare — SAC, sit de importanță comunitară — SCI) din Grecia întinsă pe o suprafață de 1.260,76 ha, integral pe uscat.

## Localizare
Centrul sitului Nisos Antimilos - Thalassia Paraktia Zoni este situat la coordonatele 36°47′27″N 24°14′19″E / 36.790711°N 24.238477°E.

## Înființare
Situl Nisos Antimilos - Thalassia Paraktia Zoni a fost declarat sit de importanță comunitară în august 1996 pentru a proteja un număr necunoscut de specii din flora spontană și fauna sălbatică aflate în arealul zonei. Situl a fost protejat și ca arie specială de conservare în martie 2011.

## Biodiversitate
Situată în ecoregiunile marină mediteraneană și mediteraneană, aria protejată conține 9 habitate naturale: Straturi cu Posidonia (Posidonion oceanicae), Recifuri, Salicornia și alte specii anuale care populează regiunile mlăștinoase și nisipoase, Lacuri eutrofice naturale cu vegetație de tip Magnopotamion sau Hydrocharition, Iazuri temporare mediteraneene, Râuri mediteraneene cu debit intermitent, cu specii de Paspalo-Agrostidion, Tufărișuri termo-mediteraneene și de pre-deșert, Sarcopoterium spinosum phryganas, Grohotișuri est-mediteraneene.
La baza desemnării sitului se află un număr nedeclarat de specii protejate:
Pe lângă speciile protejate, pe teritoriul sitului au mai fost identificate 1 specie de plante, 1 specie de nevertebrate.